# 丸石
丸石（まるいし）は、徳島県那賀郡那賀町と同県三好市の境界に位置する山である。標高1,684.0メートル。

## 地理
剣山の南西約3kmの地点で、剣山から三嶺への縦走路上にある山。旧那賀郡木頭村（現那賀町）と旧三好郡東祖谷山村（現三好市）の境界に位置。剣山国定公園に含まれる。
山容が緩やかで、しかも剣山の奥山になるために剣山登山者の目にも止まらないためか、文献にはほとんど紹介されていない。1938年（昭和13年）の高知営林局刊行の「四国の屋根」には丸石山と記されている。
剣山から丸石までは道を渡る樹木もなく、ササの原にイブキトラノオ・シコクフロウなどが咲く。頂上には避難小屋がある。